# Famille Couëtoux et Couëtoux du Tertre
La famille Couëtoux  est une famille bretonne d'ancienne bourgeoisie, établie en Loire-Atlantique. Une branche de la famille porte le nom de Couëtoux du Tertre.

## Histoire
Cette famille tire son nom du hameau de Couëtoux sur l'actuelle commune de Lusanger[réf. nécessaire]. Couëtoux pourrait venir du breton koat lou'ch : « l'étang du bois ». Au XIIe siècle, se trouvait dans ce village une abbaye de femmes : Notre-Dame de Couëtoux, dépendante de l'abbaye Saint-Sulpice-des-Bois. 
On peut remonter la famille Couëtoux jusqu'au XIVe siècle où l'on trouve trace de Pierre Couëtoux, sénéchal à Saint-Étienne-de-Montluc, prévôt de l'évêque de Nantes, et sieur de la terre de Couëtoux qui épouse en 1348 Catherine Gicquel du Tertre.[réf. nécessaire]
Gustave Chaix d'Est-Ange fait débuter la filiation sous le règne du roi Louis XV.
La famille Couëtoux du Tertre est issue d'une branche de la famille Couëtoux. En effet, François Couëtoux (1740-1783), notaire royal à Cordemais et procureur fiscal, est à l'origine des quatre rameaux de la famille Couëtoux : les branches de la Motte et de la Touche ayant disparu, seules subsistent les familles Couëtoux et Couëtoux du Tertre qui ont exercé notamment de nombreuses charges juridiques dans le Pays nantais et ses environs.

## Personnalités
- Pierre Couëtoux (1590-), procureur au présidial de Nantes ;
- François Couëtoux (1740-1783), notaire royal à Cordemais et procureur fiscal de plusieurs juridictions ;
- Charles-François Couëtoux (1770-1855), militaire, avocat et juge de paix, conseiller général du canton de Blain de 1848 à 1852 ;
- Paul-François Couëtoux (1807-1877), conseiller à la cour d'appel de Rennes, chevalier de la Légion d'honneur ;
- Léonce Couëtoux (1811-1860), architecte départemental d'Ille-et-Vilaine ;
- Henri Couëtoux (1812-1889), avocat à Châteaubriant puis à Nantes, conseiller général de la Loire-Inférieure ;
- Louis Couëtoux (1814-), prête catholique, curé et bâtisseur de l'église de Saint-Omer-de-Blain ;
- René Couëtoux (1817-1886), maire de Campbon de 1876 à 1881 ;
- Charles Couëtoux (1840-1919), prêtre catholique, curé de Fégréac et de Saint-Félix de Nantes, aumônier militaire ;
- Henri Couëtoux (1849-1878), docteur en droit, avocat et zouave pontifical, candidat légitimiste aux élections législatives de 1876 ;
- René Couëtoux (1849-1918), docteur en médecine, membre correspondant de la Société des sciences médicales de Lille et de la Revue générale de clinique et de thérapeutique ;
- Charles Couëtoux (1810-), maire de Blain de 1870 à 1878 ;
- Michel Couëtoux (1924-2007), universitaire, conseiller général de l'Isère, maire du Pont-de-Claix (1977-1999);
- Eugène Couëtoux du Tertre (1836-1920), notaire, maire de Bouvron de 1852 à 1883, une rue de Bouvron porte son nom ;
- Paul Marie Léon Couëtoux du Tertre (1897-1978), avocat général près la cour d'appel de Paris, officier de la Légion d'honneur[3] ;

## Alliances notables
Les principales alliances des familles Couëtoux et Couëtoux du Tertre sont : Blanchard de la Brosse, de L'Orza de Mont-Orso de Reichenberg, Roul de la Hellière, Bureau, Viot, Hervouët, du Boisbaudry, Bonnard du Hanlay, Duport de Loriol, de Guibert, Fourcade, Demangeat, Maussion, Chenantais, de Serre de Saint-Roman, de La Barre de Nanteuil, de Sèze, Julliot de la Morandiere, Payen de la Garanderie, Leschallier de Lisle, Normant de la Villehelleuc, de Crespin de Billy, de Gorguette d'Argoeuves, Le Lièvre de La Morinière.

## Châteaux & demeures
- Château de Pordor (Avessac)

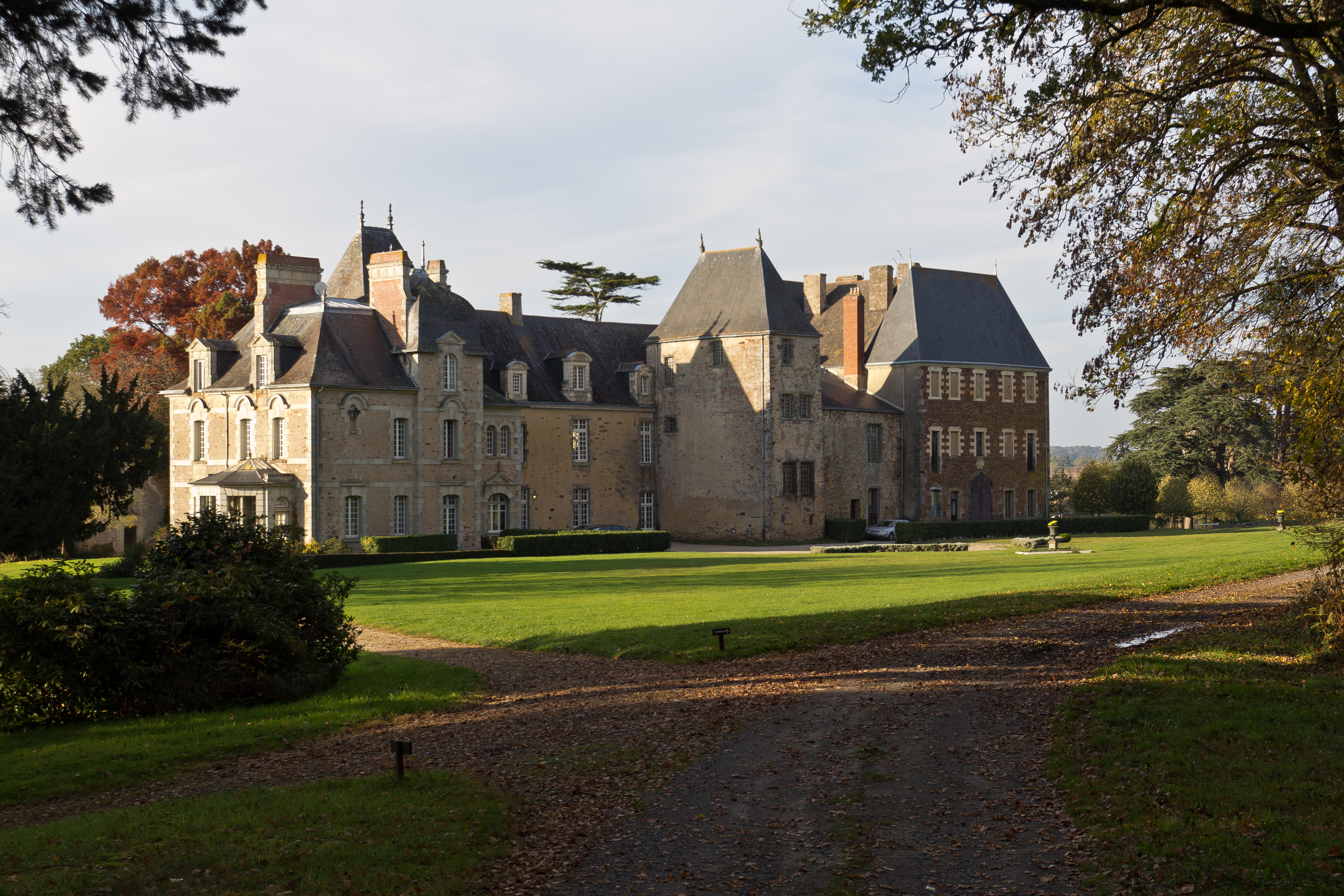
Le château de Pordor

## Postérité
- Rue Eugène Couëtoux du Tertre, à Bouvron (Loire-Atlantique)